# Borki (rejon jaworowski)
Borki (hist. Borki Pańskie, Borki Janowskie) – wieś na Ukrainie w rejonie jaworowskim należącym do obwodu lwowskiego.
Północną część wsi stanowi dawniej odrębna wieś Borki Dominikańskie.

## Historia
Borki Pańskie to wieś stanowiąca w XIX wieku gminę jednostkową w Bezirk Janów (2018 mieszkańców w 1854 roku), od 1867 w powiecie gródeckim, a od 1881 w powiecie lwowskim. W II RP Borki Janowskie stanowiły gminę w powiecie lwowskim w województwie lwowskim. Od 1934 gromada w zbiorowej gminie Brzuchowice. Po wojnie w ZSRR, gdzie włączono do nich Borki Dominikańskie, a nazwę zmieniono na Borki.